# Porcellionides aternanus
Porcellionides aternanus là một loài chân đều trong họ Porcellionidae. Loài này được Verhoeff miêu tả khoa học năm 1931.